# USS Reuben James (DD-245)
USS Reuben James (DD-245) là một tàu khu trục lớp Clemson được Hải quân Hoa Kỳ chế tạo vào cuối Chiến tranh Thế giới thứ nhất, và đã bị một tàu ngầm U-boat Đức đánh chìm vào giai đoạn mở màn của Chiến tranh Thế giới thứ Hai, được xem như chiến tàu chiến đầu tiên của Hoa Kỳ bị mất trong chiến tranh. Nó là chiếc tàu đầu tiên của Hải quân Hoa Kỳ được đặt tên theo Reuben James (1776–1838), một hạ sĩ quan từng chiến đấu dũng cảm trong cuộc Chiến tranh Barbary

## Thiết kế và chế tạo
Reuben James được đặt lườn vào ngày 2 tháng 4 năm 1919 tại xưởng tàu của hãng New York Shipbuilding Corporation ở Camden, New Jersey. Nó được hạ thủy vào ngày 4 tháng 10 năm 1919, và được đưa ra hoạt động vào ngày 24 tháng 9 năm 1920 dưới quyền chỉ huy của Hạm trưởng, Trung tá Hải quân Gordon W. Hines.

## Lịch sử hoạt động

### Giữa hai cuộc thế chiến
Được phân về Hạm đội Đại Tây Dương, Reuben James được điều sang phục vụ tại Địa Trung Hải trong những năm 1921-1922. Nó khởi hành từ Newport, Rhode Island vào ngày 30 tháng 11 năm 1920, đi đến Zelenika, Nam Tư vào ngày 18 tháng 12. Trong mùa Xuân và mùa Hè năm 1921, nó hoạt động tại vùng biển Adriatic và Địa Trung Hải ngoài khơi Zelenika và Gruz thuộc Nam Tư, trợ giúp người tị nạn và tham gia khảo sát tình hình sau chiến tranh. Tại Le Havre vào tháng 10 năm 1921, nó gia nhập cùng chiếc tàu tuần dương bảo vệ Olympia trong buổi lễ đánh dấu việc hồi hương di hài Người lính Vô danh trở về Hoa Kỳ. Tại Danzig từ ngày 29 tháng 10 năm 1921 đến ngày 3 tháng 2 năm 1922, nó trợ giúp cho Ủy ban Cứu trợ Hoa Kỳ trong các nỗ lực cứu đói và tương trợ. Sau khi hoàn thành nhiệm vụ tại Địa Trung Hải, nó khởi hành từ Gibraltar vào ngày 17 tháng 7, để quay về Hoa Kỳ.
Đặt căn cứ tại New York sau đó, Reuben James đã tuần tra tại vùng bờ biển Nicaragoa để ngăn chặn việc chuyên chở vũ khí cho các bên xung đột vào đầu năm 1926. Vào mùa Xuân năm 1929, nó tham gia các cuộc cơ động hạm đội thể hiện sức mạnh của không lực hải quân. Nó được cho xuất biên chế tại Philadelphia, Pennsylvania vào ngày 20 tháng 1 năm 1931. Được cho nhập biên chế trở lại vào ngày 9 tháng 3 năm 1932, chiếc tàu khu trục một lần nữa hoạt động tại vùng biển Đại Tây Dương và vùng biển Caribe, tuần tra tại vùng biển Cuba nhân vụ đảo chính của Fulgencio Batista; và được chuyển sang San Diego, California vào năm 1934. Sau các cuộc cơ động nhằm phát triển chiến thuật tàu sân bay tại Thái Bình Dương, nó quay trở lại Hạm đội Đại Tây Dương vào tháng 1 năm 1939.

### Thế Chiến II
Khi Chiến tranh Thế giới thứ Hai bùng nổ tại Châu Âu vào tháng 9 năm 1939, Reuben James tham gia nhiệm vụ Tuần tra Trung lập, canh phòng các lối tiếp cận đến bờ biển phía Đông Hoa Kỳ từ Đại Tây Dương và biển Caribe. Đến tháng 3 năm 1941, nó gia nhập lực lượng hộ tống vận tải được thành lập nhằm bảo vệ việc chuyển nguyên liệu đến Anh an toàn. Lực lượng hộ tống này canh phòng các đoàn tàu cho đến tận Iceland, nơi trách nhiệm được chuyển giao cho các tàu hộ tống Hải quân Anh.
Đặt căn cứ tại Hvalfjordur, Iceland, nó khởi hành từ Căn cứ Hải quân Argentia, Newfoundland vào ngày 23 tháng 10 cùng với bốn tàu khu trục khác để hộ tống cho Đoàn tàu HX 156. Vào khoảng 05 giờ 25 phút ngày 31 tháng 10, đang khi hộ tống đoàn tàu ở gần Iceland, Reuben James trúng phải ngư lôi phóng từ tàu ngầm U-boat Đức U-552, dưới quyền chỉ huy của Thiếu tá Hải quân Erich Topp. Chiếc tàu khu trục đã đặt mình ở vị trí chắn giữa một tàu chở đạn dược trong đoàn tàu và vị trí của một wolfpack (bầy sói), một nhóm tàu ngầm đang săn đuổi các tàu Đồng Minh. Reuben James trúng một quả ngư lôi ở phần phía trước, và toàn bộ phần mũi tàu nổ tung khi hầm đạn phát nổ. Phần mũi chìm ngay lập tức; phần đuôi nổi được thêm năm phút trước khi chìm, ở tọa độ 51°59′B 27°05′T / 51,983°B 27,083°T. Trong số 159 thành viên thủy thủ đoàn, chỉ có 44 người sống sót. Nhiều sử gia cho rằng Reuben James là chiếc tàu chiến Hoa Kỳ đầu tiên bị đánh chìm trong Thế Chiến II.